# Gilmar Rinaldi
Gilmar Rinaldi, född den 13 januari 1959 i Erechim, Brasilien, är en brasiliansk fotbollsspelare som tog OS-silver i fotbollsturneringen vid de olympiska sommarspelen 1984 i Los Angeles.